# Ерінг (Шлезвіг-Гольштейн)
Ерінг (нім. Oering) — громада в Німеччині, розташована в землі Шлезвіг-Гольштейн. Входить до складу району Зегеберг. Складова частина об'єднання громад Іцштедт.
Площа — 9,09 км2. Населення становить 1423 ос. (станом на 31 грудня 2020).